# Amorn Thammanarm
Amorn Thammanarm (thailändisch อมร ธรรมนาม, * 16. Oktober 1983 in Nakhon Ratchasima) ist ein ehemaliger thailändischer Fußballspieler und heutiger Trainer.

## Karriere

### Spieler
Amorn Thammanarm unterschrieb seinen ersten Profivertrag beim Zweitligisten Thai Airways FC. Für den Verein stand er 61 Mal auf dem Platz und schoss dabei 22 Tore. 2009 wechselte er zum Erstligisten Pattaya United nach Pattaya. Nach einer Saison wechselte er 2010 nach Pak Kret, einem Vorort der Hauptstadt Bangkok, wo er sich Muangthong United anschloss. Hier absolvierte er 33 Spiele. Mit dem Verein gewann er die Meisterschaft sowie den Kor Royal Cup. 2011 ging er wieder in die Zweite Liga. Hier unterschrieb er einen Vertrag in Suphanburi beim Suphanburi FC. Nach einem Jahr in der Zweiten Liga verpflichtete ihn der Erstligist BEC Tero Sasana FC. Für den Bangkoker Verein spielte er bis Mitte 2014. Die Rückrunde wurde er an den Ligakonkurrenten PTT Rayong FC ausgeliehen. Nachdem Rayong am Ende der Saison den Weg in die Zweitklassigkeit antreten musste, verließ er den Verein. Er wechselte in das nahegelegene Sattahip zum Erstligisten Navy FC. Zum Zweitligisten Khon Kaen United FC ging er 2016. Für den Verein kam er auf 20 Einsätze. Acht Spieltage vor Saisonende wurde der Verein aufgrund eines Strafverfahrens vom Spielbetrieb ausgeschlossen. Nach Ende der Saison 2016 wechselte er zum Zweitligisten PT Prachuap FC. Mit dem Verein wurde er 2017 Dritter der Zweiten Liga und stieg somit in die Erste Liga auf. 2019 gewann er mit dem Club den Thai League Cup. Ein Endspiel gewann man gegen Buriram United im Elfmeterschießen. Nachdem er Prachuap verlassen hatte, spielte er von 2021 bis 2022 für die Amateurligisten Amnat Charoen City FC und Pakthongchai United FC.

### Trainer
Ende Juli 2024 übernahm er das Amt des Co-Trainers beim Zweitligisten Police Tero FC. Nachdem Thawatchai Damrong-Ongtrakul Ende November 2024 als Trainer bei dem Zweitligisten zurückgetreten war, übernahm er übergangsweise das Amt des Cheftrainers.

## Erfolge

### Spieler
Muangthong United
- Thailändischer Meister: 2010
- Thailändischer Pokalfinalist: 2010
- Kor-Royal-Cup-Sieger: 2010

PT Prachuap FC
- Thailändischer Ligapokalsieger: 2019